# Avicularia purpurea
Avicularia purpurea es una especie de araña que pertenece a la familia Theraphosidae (tarántulas). Es una especie nativa de la región amazónica de Ecuador, Perú y sur de Colombia.